# Jack of All Trades
Jack of All Trades é um filme britânico de 1936, do gênero comédia dramática, dirigido por Robert Stevenson e Jack Hulbert e estrelado por Jack Hulbert e Gina Malo.

## Elenco
- Jack Hulbert como Jack Warrender
- Gina Malo como Frances Wilson
- Robertson Hare como Lionel Fitch
- Mary Jerrold como Sra. Warrender

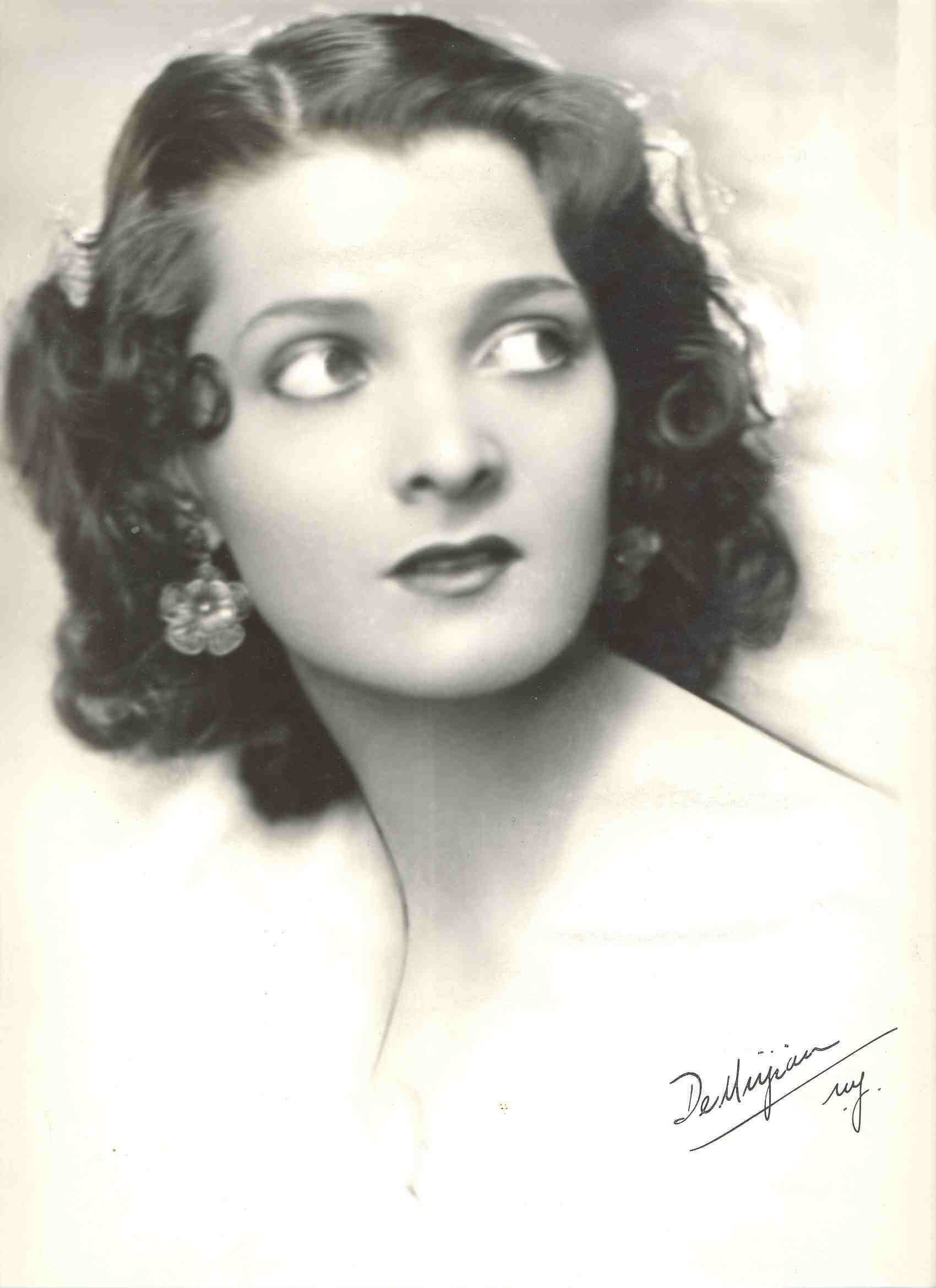
Gina Malo

- Cecil Parker como Sir. Chas Darrington
- Athole Stewart
- Felix Aylmer como Diretor-geral
- Ian McLean
- H. F. Maltby
- Fewlass Llewellyn